# Bryum garovaglii
Bryum garovaglii är en bladmossart som beskrevs av De Notaris 1866. Bryum garovaglii ingår i släktet bryummossor, och familjen Bryaceae. Inga underarter finns listade i Catalogue of Life.